# Acanthaxius gadaletae
Acanthaxius gadaletae is een tienpotigensoort uit de familie van de Axiidae. De wetenschappelijke naam van de soort is voor het eerst geldig gepubliceerd in 2006 door Ngoc-Ho.